# Sigulang Gulang
Sigulang Gulang is een bestuurslaag in het regentschap Pematang Siantar van de provincie Noord-Sumatra, Indonesië. Sigulang Gulang telt 5953 inwoners (volkstelling 2010).